# دون ريان
دون ريان (بالإنجليزية: Don Ryan)‏ هو كاتب سيناريو وسياسي أمريكي، ولد في 21 ديسمبر 1951 في غريت فولز في الولايات المتحدة. حزبياً، نشط في الحزب الديمقراطي. وقد انتخب عضو مجلس ولاية مونتانا.